# Konguk állomás
Konguk állomás (hangul: 건국역, Konguk-jok, handzsa: 建國驛, RR: Kŏn’guk-yŏk, ’Országépítés’) állomás Észak-Koreában, Phenjan Pothonggang-kujok (Pot'onggang-kuyŏk) városrészén, a phenjani metró vonalán. 1978. szeptember 9-én adták át.
| Hjoksin vonal                                | Hjoksin vonal | Hjoksin vonal                                  |
| -------------------------------------------- | ------------- | ---------------------------------------------- |
| Kvangbok (Kwangbok) Kvangbok (Kwangbok) felé | metróvonal    | Hvanggumbol (Hwanggŭmbŏl) Ragvon (Ragwŏn) felé |